# Treehouse of Horror XIV
Treehouse of Horror XIV är det första avsnittet av säsong 15 av den tecknade TV-serien Simpsons och sändes den 2 november 2003. Avsnittet var 2004 nominerat till Emmy Award for Outstanding Music Composition for a Series (Dramatic Underscore).

## Handling
Bart och Lisa, klädda som Karl och Gullan från Snobben, diskuterar sitt Halloween-godis, och Lisa påstår att hennes är bättre än Barts. De bråkar tills Homer stör och säger åt dem att sluta slåss. Han kastar en brinnande träbit, men missar och träffar farfar. Homer rullar in Bart och Lisa i en matta och börjar slå dem. Marge, som har ett gevär, stör och säger att hon inte gillar Homers föräldraskap, och skjuter honom. Homers blod hamnar på en vägg och stavar "Treehouse of Horror XIV". Från sitt rymdskepp kritiserar Kang & Kodos familjen för att ha en Halloween-special i november, då de redan firar jul.

### Reaper Madness
Döden kommer in till familjen och försöker ta Bart. Efter en jakt lyckas han fånga Bart med sin lie. Medan Döden dömer Bart till en evighet av smärta, dödar Homer honom med ett bowlingklot (som hämnd för Snowball I och John F. Kennedy), men när han gör det får han veta att ingen kan dö eftersom Döden själv är död. Scenen ändras sedan till två exempel: Frankie the Squealer blir skjuten av resten av maffian och Moe hänger sig. En dag ber Marge Homer att slänga Döden i soporna. Homer gör det men provar kappan, vilket gör honom till den ofrivillige nya Liemannen. Han dödar många på Guds lista (och några som inte finns där) tills han måste döda Marge. Homer vill inte döda sin fru (eller sig själv, ett alternativ har får men snabbt avböjer), och försöker be Gud att få slippa "jobbet" efter att han ger honom Marges döda kropp, inlindad i ett lakan. Gud accepterar, men förstår att Homer lurat honom genom att skära av Marges hår och sätta den på Pattys (som Gud tror är Selma innan Homer rättar honom) kropp. Den uppretade Gud jagar Homer med en (förmodligen dödlig) solstråle men Homer lyckas fly på sin motorcykel, vilket får Gud att sucka "Jag är för gammal och rik för det här". Vid huset ger Marge Homer extra kött för att han inte dödade henne. Homer säger att han ska "inte döda Marge varje vecka".

### Frinkenstein
Homer får ett samtal från Kungliga vetenskapsakademien, i vilket han hör att han har vunnit Nobelpriset. Men Lisa förstår att det är till Professor Frink. Frink är så ivrig att han bestämmer sig för att återuppväcka sin fars kropp för att han ska kunna vara med på ceremonin. Oturligt nog går Frink Sr. bärsärkagång i jakt på kroppsdelar. Vid ceremonin i Stockholm försöker Frink Sr. be om ursäkt för sitt uppförande, men går bärsärkagång igen. Frink Jr. lyckas stoppa sin far genom att sparka honom i skrevet, vilket dödar honom. Men han lyckas behålla sin fars själ (vilken talar med honom från en låda).

### Stop the World, I Want to Goof Off
Bart och Milhouse köper genom en annons i en gammal serietidning ett stoppur som kan stanna tiden. Bart och Milhouse stoppar tiden och utsätter stadens invånare för olika spratt. borgmästare Qumiby anordnar ett möte med anledning av spratten som drabbat staden. Då invånarna får reda på att det är Bart och Milhouse som utsatt invånarna för spratten blir de jagade. Under jakten använder Bart och Milhouse stoppuret som går sönder. Bart och Milhouse är till en början glada över att ha hela världen för sig själva, men tröttnar snabbt på att vara ensamma. De bestämmer sig för att försöka laga klockan och de lyckas efter femton år. Eftersom de åldrats lyckas de lura invånarna att det var Martin Prince som utsatt staden för spratten. Lisa förstår att Bart har använt ett stoppur eftersom han åldrats och Homer lyckas övertala Bart att ge klockan till Lisa. Då hon testar klockan, förvandlar hon familjen ett antal gånger, innan de blir nöjda.